# Радогощский сельсовет
Ра́догощский сельсове́т — упразднённая административно-территориальная единица, существовавшая в составе Комаричского района Брянской области до 2005 года.
Административным центром было село Радогощь.

## География
Располагался на северо-востоке района. Граничил с Кокинским и Лопандинским сельсоветами, а также с Брасовским районом Брянской области и Дмитровским районом Орловской области. По территории сельсовета протекала река Нерусса.

## История
Образован в первые годы советской власти в составе Радогощской волости. С 1924 года в составе Комаричской волости. К 1928 году к Радогощскому сельсовету были присоединены Робский и Черневский сельсоветы. С 1929 года в составе Комаричского района.
Упразднён в 2005 году путём присоединения к Лопандинскому сельскому поселению.

## Населённые пункты
На момент упразднения в 2005 году в состав сельсовета входило 5 населённых пунктов:
| № | Населённый пункт | Тип населённого пункта |
| - | ---------------- | ---------------------- |
| 1 | Радогощь         | село, администр. центр |
| 2 | Лесничество      | посёлок                |
| 3 | Робское          | деревня                |
| 4 | Слободка         | деревня                |
| 5 | Чернево          | деревня                |

Упразднённые до 2005 года:
| № | Населённый пункт | Тип населённого пункта |
| - | ---------------- | ---------------------- |
| 1 | Единение         | посёлок                |